# Sant Martí d'Escart
Sant Martí d'Escart és l'església parroquial del poble d'Escart, en el terme municipal de la Guingueta d'Àneu, a la comarca del Pallars Sobirà, inclosa en l'Inventari del Patrimoni Arquitectònic de Catalunya. Pertany al territori de l'antic terme d'Escaló.
Està situada dins del nucli de població d'Escart, en el seu extrem nord-oriental.

## Descripció
Església d'una sola nau amb capçalera a l'est i porta a l'extrem oest, on també s'obre un òcul. La coberta és de llicorella a dos vessants. A l'angle Nord-oest s'aixeca un petit campanar, al costat de la rectoria. A l'angle format per aquesta i la façana de l'església hi ha una balconada de fusta coberta amb llosat de pissarra. Al costat meridional es troba la sagristia sota la qual hi ha un porxo que permet el pas.